# 앙드레조르주 오드리쿠르
앙드레조르주 오드리쿠르(André-Georges Haudricourt, 1911년-1996년)는 프랑스의 인류학자, 언어학자이다.
그는 1931년에 프랑스의 국립 작물학 연구소(l'Institut national d'agronomie)에 입학했고, 이어서 1932년부터 1935년에는 소련에서 공부를 하였다. 1954년에는 중국 고어의 성조의 기원을 발견하였다.
그의 연구는 민속-식물학, 언어학, 기술사 등에까지 미쳤다. 주요 저서로 '인간과 경작식물(L'homme et les plantes cultivées)', '전 세계의 인간과 쟁기(L'homme et la charrue à travers le monde)', '언어의 기호화, 음성학과 음운론(La national des langues, phonétique et phonologie)'등이 있다.